# Caniapiscau
Caniapiscau è una municipalità regionale di contea del Canada, localizzata nella provincia del Québec, nella regione di Côte-Nord.
Il suo capoluogo è Fermont.

## Suddivisioni
City e Town
- Fermont
- Schefferville

Territori non organizzati
- Caniapiscau
- Lac-Juillet
- Lac-Vacher
- Rivière-Mouchalagane

Riserve naturali
- Lac-John
- Matimekosh

Riserve Naskapi
- Kawawachikama